# Cyphocarpus rigescens
Cyphocarpus rigescens là loài thực vật có hoa trong họ Hoa chuông. Loài này được Miers mô tả khoa học đầu tiên năm 1848.